# Wigtown
Wigtown – miasto w południowo-zachodniej Szkocji, w hrabstwie Dumfries and Galloway, do 1975 roku ośrodek administracyjny hrabstwa Wigtownshire. Miasto położone jest na półwyspie The Machars, nad ujściem rzeki Bladnoch do zatoki Wigtown. W 2011 roku liczyło 921 mieszkańców.
Początki Wigmore sięgają co najmniej XIII wieku. Znajdował się tu zamek, niezachowany do czasów obecnych, miejsce starć Szkotów z Anglikami (w 1291 zdobyty przez Edwarda I, w 1297 odbity przez Williama Wallace'a), zburzony około 1315 roku. W mieście znajdują się pozostałości klasztoru dominikańskiego założonego prawdopodobnie w 1267 roku, po raz ostatni wzmiankowanego w 1400 roku. W przeszłości w mieście funkcjonował niewielki port handlowy, zamknięty ze względu na zamulenie rzeki.
Istotnym elementem promocji miasta jest duża liczba działających tu księgarń i antykwariatów. Od 1998 roku Wigtown nosi tytuł „narodowego miasta książek Szkocji”.